# Quijingue
Quijingue là một đô thị thuộc bang Bahia, Brasil. Đô thị này có diện tích 1271,069 km², dân số năm 2007 là 27203 người, mật độ 21,4 người/km².